# Manifiesto de Carúpano
El Manifiesto de Carúpano es un documento escrito por Simón Bolívar, el 7 de septiembre de 1814, explicando el fracaso de la Segunda República. Con este documento Bolívar buscaba no solo la libertad sino el apoyo incondicional de su pueblo y de sus amigos. Aparte en su documento le hacía critica a varias cosas. Como el ejército que a pesar de que algunos venezolanos de ese tiempo hacían lo que pudieran por él, le faltaba mucho orden. En síntesis había muchos problemas en ese tiempo, que no permitieron que la segunda República avanzara y eso en verdad no fue culpa de Bolívar; entonces él quiso que todo quedase por escrito y que se pudiera analizar logística e intelectualmente el escrito.

## Resumen
En este manifiesto Bolívar se quejaba de la justicia de los hombres, y abogaba por la justicia divina, expresa que sus ciudadanos venezolanos no estaban preparados para el ejercicio de la Justicia. Por lo tanto, no eran capaces de desarrollar sus propias leyes, lo que significa que no podían entender el verdadero significado de la libertad, la cual se basa en el ejercicio práctico y no solo en palabras. Siendo este el caso, Bolívar debe obligar a sus compatriotas venezolanos a asumir el ejercicio de la libertad, a pesar de su falta de aprecio ante la misma.

## Situación político-militar
Para el año 1814 cuando se redactó el Manifiesto de Carúpano, la situación política que se presentaba en el momento fue el principal obstáculo para Simón Bolívar de otorgarle la Independencia y entregarles la libertad, debido a que los pobladores criollos, a pesar de ser la clase más dirigente para el movimiento independentista, aún se encontraban a completa obediencia y eran colaboradores de los colonizadores españoles, mientras que los pardos aun como esclavos. Para poder lograr la libertad había que juntar a los criollos y a los pardos en un movimiento que apoyan la lucha contra los españoles para obtener la independencia la libertad.

## Personajes que intervienen en el documento
Los personajes destacados en este documento fueron los ciudadanos venezolanos, los cuales no estaban preparados para la justicia porque no eran capaces de desarrollar sus propias leyes. Por supuesto la presencia de nuestro Libertador Simón Bolívar el cual declaró que 

El establecimiento de la libertad de un país de esclavos es una obra imposible de ejecutar súbitamente ya que no iban a poder avanzar y tener una república libre y estable hasta haber roto por completo cualquier tipo de esclavitud

El Libertador quería en ese entonces crear una república de igualdad de clases y de derechos.

## Idea principal
El Manifiesto de Carúpano más que todo consistía en la lucha por obtener la libertad y la igualdad de clases. La idea que tenía Simón Bolívar era de traer y ofrecer la paz entre todos los ciudadanos y compatriotas del pueblo, de hacer valer sus derechos, ya que muchos de los ciudadanos residentes no tenían el conocimiento de lo que eran como tal las leyes. Bolívar deseaba combatir la guerra y la esclavitud, quería que eso desapareciera completamente.

## Pensamiento de Bolívar
Bolívar buscaba una solución para que no lo privaran de libertad y por eso escribió este manifiesto. En una parte del mismo expresa algún tipo de exculpatorio el que en este Manifiesto se puede apreciar ya que sus palabras fueron

Aquel que corriendo por entre los escollos de la guerra, de la política y de las desgracias públicas, preserva su honor intacto y se presenta inocente a exigir de sus compañeros una recta decisión sobre su inculpabilidad.

Además también dijo otras cosas importantes como que el hace una fuerte crítica al pueblo venezolano que no sigue sus ideales y por el contrario celebra la fuerza del pueblo colombiano ante la posición que asume por la libertad. Expone detalladamente sus criterios políticos respecto a la situación social que impedía el desarrollo de los gobiernos republicanos en Venezuela. Este documento contiene un pensamiento claro sobre el colapso de la Revolución, la cual se mantiene en la esfera simplemente política, atropellada por los enemigos de la patria. Bolívar ratifica la lucha emancipadora de independencia. Y se despide con un compromiso de regresar sin escatimar sacrificios como Libertador o Muerto. Y finaliza con un gran optimismo, ya que conoce las enormes reservas morales tanto del pueblo como las suyas.

### Importancia
Es un llamado que hace el Libertador a sus ciudadanos en su carácter de comandante en Jefe el cual, tiene la particularidad de hacer un llamado de confianza hacia ejércitos libertadores, por causa de la pérdida de la Segunda República, los realistas habían tomado el control y el poder creando miedo y desconfianza en los Venezolanos.
La causa principal por la cual fue escrito el Manifiesto de Carúpano fue la caída de la Segunda República y para dar a entender bien como fueron esos sucesos que hicieron caer a la misma.